# Keppols
Keppols, auch Kepolls, ist eine Ortschaft im Nordosten der schottischen Hebrideninsel Islay. Sie gehört administrativ somit zur Council Area Argyll and Bute. Keppols liegt wenige hundert Meter nördlich der A846, der Hauptstraße der Insel, welche die beiden Hafenorte Port Askaig und Port Ellen miteinander verbindet, und ist über einen Abzweig von dieser aus zu erreichen. Ballygrant liegt etwa einen Kilometer östlich, Bowmore, der Hauptort der Insel, zehn Kilometer in südwestlicher Richtung. Die nächstgelegene Ortschaft ist die kleine Siedlung Ballymartin. Durch Keppols führt ein kleiner Bach, der südlich in den Ballygrant Burn mündet und somit schließlich über den Sorn in die Laggan Bay entwässert. Im Jahre 1841 wurden in Keppols 96 Einwohner gezählt. Zehn Jahre später war die Einwohnerzahl auf 62 gesunken. In aktuellen Zensusdaten ist Keppols nicht separat gelistet. Die Ortschaft gliedert sich in die Teile Keppols im Norden, Keppolsmore im Südwesten und Keppols Bridge im Südosten. In jedem der Teile befindet sich heute noch ein genutztes Gebäude beziehungsweise ein Bauernhof. Bereits 1867 wurden einzelne Bauernhöfe in Keppols als unbedacht, und folglich wahrscheinlich unbewohnt, beschrieben.

## Umgebung
Nördlich der Ortschaft nahe Loch Finlaggan befand sich eventuell einst ein Menhir. Der 2,4 m lange Stein mit einer Grundfläche von 1,5 m × 0,5 m liegt schon seit der ersten Aufzeichnung flach auf dem Boden, sodass nicht mehr nachvollzogen werden kann, ob es sich tatsächlich einst um einen stehenden Stein handelte. Wenige hundert Meter nordöstlich von Keppols auf einer Anhöhe befinden sich die Überreste eines Forts. Dessen Befestigungsmauer umschloss ein Areal von 39 m × 20 m. Südwestlich befindet sich eine Begräbnisstätte, die wahrscheinlich seit dem 14. Jahrhundert genutzt wurde. Das 21 m × 16 m durchmessende ovale Gelände zeigt keine Anzeichen für einen Kapellenbau. Lokalen Überlieferungen zufolge liegt dort auch eine einäugige Frau, die nur einen Zahn besaß und aus Irland auf die Insel geschwommen war, beerdigt.